# بيتجي
البَيْتَجِيُّ (بالألبانية: بيتجي/بەېتەجې/Bejtexhi؛ معناه ناظم الأبيات) كان شاعرًا شعبيًا في التراث الإسلامي في ألبانيا العثمانية. ساد النوع الأدبي الذي أنشأه كاتب فن المربع في القرن الثامن عشر في مدن مختلفة، والتي تعرف الآن بألبانيا وكوسوفو وتشاميريا وكذلك في المراكز الدينية.
كان انتشار كتاب فن المربع نتاجًا لعاملين مهمين مختلفين. العامل الأول: هو الحاجة الملحة في الممارسات الدينية للكتابة باللغة الألبانية وتحريرها من النفوذ الأجنبي. العامل الآخر: هو ازدياد الضغوط الإيديولوجية من جانب الحكام الأتراك.